# Rabo-branco-do-tapajós
O rabo-branco-do-tapajós, conhecido anteriormente, por rabo-branco-de-garganta-escura (nome científico: Phaethornis aethopygus), é uma espécie de ave apodiforme pertencente à família dos troquilídeos, que inclui os beija-flores. É um dos mais de vinte representantes do gênero Phaethornis, conhecido popularmente como rabos-brancos, que pertence à subfamília dos fetornitíneos. Pode ser encontrado endemicamente no centro do território amazônico do Brasil, especificamente nas partes orientais dos rios afluentes Tapajós e Teles Pires, entre o nível onde se fluem ambos os rios, ou seja, no nível do mar, sendo frequentemente observado em terra firme. É uma das pouquíssimas espécies de beija-flor ameaçada, em algum nível significativo, de extinção. Era, em algum momento em torno da década de 1950, uma subespécie do rabo-branco-de-garganta-escura, até os dias atuais sendo denominado como este.

## Etimologia
O nome do gênero deriva de uma amálgama de dois termos do idioma grego antigo φᾰέθων, phaéthōn, que significa literalmente "radiante, brilhante", derivado de um outro termo do mesmo idioma, se tratando de um adjetivamento de φᾰέθω, phaéthō, que significa "eu brilho, eu radio"; adicionado do sufixo -ornis, derivado do grego antigo ὄρνις, órnis, equivalente grego antigo para a palavra "ave". Esta primeira parte do nome também denomina um gênero de aves conhecidas como rabos-de-palha, que, assim como os beija-flores, também pertencem a uma família própria. Seu sufixo também pode ser muitas vezes encontrado na ornitologia, ou, menos comumente, em mastozoologia, denominando qualquer tipo de animal com alguma característica marcante, como nos beija-flores Lampornis, os psittaciformes Agapornis ou na infraordem de fósseis Ornithopoda. Seu descritor específico aethopygus deriva da mesma língua, especificamente dos termos αιθος, aithós, que significa literalmente "fogo, incêndio" adicionado do sufixo -πυγος, transliterado -pugos, que significa algo como "aquele ou aquilo que apresenta em suas ancas", também um adjetivamento, desta vez do substantivo πυγη, pugē, que significa literalmente "quadril, garupa".
Seu nome na língua portuguesa varia de acordo com a região e dialeto predominante da localidade em que se encontra. No português brasileiro, onde se distribui mais ao norte do país, este denomina-se como rabo-branco-do-tapajós. Ambas as denominações comuns se iniciam pelo termo "rabo-branco", um nome genérico para qualquer uma das mais de vinte espécies reconhecidas, que se caracterizam pela plumagem mais clara que se encontra no uropígio e nas coberteiras infracaudais e superiores; com isso, um outro termo presente no nome vernáculo se trata de um adjetivo que descreve sua distinta distribuição geográfica, que coincide com a bacia e os adjacentes do rio Tapajós e seu aparentado Teles Pires. Por sua vez, o nome na variante europeia da língua portuguesa, difere significantemente das duas anteriores, eremita-de-garganta-fusca, onde a primeira palavra constituinte do termo se trata de um termo genérico para a subfamília dos fetornitíneos, que são conhecidos popularmente como "beija-flores eremitas"; adicionado do termo "do-tapajós" se referindo, também, a sua distribuição geográfica. O nome mais antigo, rabo-branco-de-garganta-escura, remonta ao período anterior a sua descrição original como espécie, quando o mesmo era considerado subespeciação de Phaethornis longuemareus.
O nome "rabo-branco-do-tapajós" foi selecionado como nome vernáculo técnico para a espécie pelo Comitê Brasileiro de Registros Ornitológicos (CBRO) em 2021.

## Descrição
O rabo-branco-do-tapajós apresenta, em média, cerca de nove centímetros de comprimento em ambos os sexos, além de massa corporal entre 2,5 a 3,5 gramas. As partes superiores são esverdeadas oliváceas, com coberteiras superiores e partes inferiores apresentando coloração mais ocrácea, com seu abdômen sendo geralmente mais cinzento. Assim como outros beija-flores eremitas, possui um bico mais curvilíneo que o de outras subfamílias, com em torno de 25 milímetros de comprimento, sendo escuro na parte superior e amarelado na mandíbula, não incluindo a extremidade anterior. Suas coberteiras infracaudais são esbranquiçadas, assim como uma mancha escura em torno dos olhos, que se denomina por uma listra supraciliar, assim como uma listra malar mais creme. Sua cauda apresenta penas com pontas em branco, se afunilando nas extremidades. A garganta do macho é notavelmente mais escura do que àquela da fêmea, porém, além disso, não apresenta dimorfismo sexual acentuado.

## Distribuição e habitat
Estes beija-flores se distribuem exclusivamente na bacia amazônica na região mais setentrional dos estados brasileiros do Pará e Amazonas, sendo pouco frequentemente encontrado ao sul do Amapá e ao extremo norte do Mato Grosso. Tal área coincide com a extensão da Floresta Nacional do Tapajós e uma parte majoritária da junção Juruena—Teles Pires. A espécie se distribui uniformemente e constantemente pela totalidade de sua extensão geográfica, com suas populações estando, possivelmente, em contato, considerando a ausência de populações isoladas do restante.
Por ser restrita aos aspectos climáticos e vegetativos da área de distribuição onde se encontra, habita, especificamente, as formações características da floresta tropical e subtropical úmida, tropicais pluviais e biomas fluviais, preferindo as florestas primárias, embora, mais recentemente, se adapte a florestas secundárias afetadas pelo deflorestamento. Ainda, pode ser encontrada em torno do Xingu e no Amazonas. Pode ser observada em ambientes altamente degradados.

## Sistemática e taxonomia
O rabo-branco-do-tapajós seria descrito primeiramente em 1950, sendo sua autoridade o ornitólogo estadunidense John Todd Zimmer, como uma subespécie do rabo-branco-de-garganta-escura (P. longuemareus). Esta ave era considerada uma subespécie, na época, ao lado de outras espécies, o rabo-branco-de garganta-estriada (P. striigularis), o rabo-branco-mirim (P. idaliae) e rabo-branco-de-garganta-escura (P. atrimentalis), com rabo-branco-do-tapajós sendo mais aparentada com esta última espécie. Em 1996, foi sugerido que o rabo-branco-do-tapajós não se trataria de uma espécie válida, mas um híbrido entre rabo-branco-rubro (P. ruber) e rabo-branco-do-rupunúni (P. rupurumii). Em 2009, porém, a hipótese seria confirmada como incorreta, resultando na validação do rabo-branco-do-tapajós como uma espécie válida. É um beija-flor monotípico.

## Comportamento

### Movimentação
Presumivelmente, os rabos-brancos-do-tapajós se tratam de uma espécie sedentária, não realizando nenhum tipo de migração.

### Alimentação
Os rabos-brancos-do-tapajós se alimentam do néctar adquirido através das flores e, menos frequentemente, de pequenos insetos e outros artrópodes.

### Reprodução
Durante o período de reprodução, os machos se reúnem em grupos onde se exibem para as fêmeas, que escolhem o parceiro com as características mais atraentes, em um processo denominado acasalamento lek. Não se conhecendo mais nenhum aspecto de sua fenologia reprodutiva.

### Vocalização
As vocalizações do rabo-branco-do-tapajós são descritas como um "agudo e longo fraseamento que incessantemente se repete sem qualquer pausa entre as frases; exemplificado como 'tsi ... tsi ... tsi ... tsi .. tsi-tsi-tse-tsee-chup-chup'".

## Estado de conservação
Em sua Lista Vermelha de Espécies Ameaçadas, a União Internacional para a Conservação da Natureza classifica o rabo-branco-do-tapajós como "espécie vulnerável". Embora não se conheça sobre o tamanho se suas populações, acredita-se que se afetado por uma diminuição populacional causada pelo deflorestamento, a pavimentação de rodovias e crescente desenvolvimento na região.